# Abu-Amr Zabban ibn al-Alà
Abu-Amr Zabban ibn al-Alà al-Basrí (àrab: أبو عمرو زبان بن العلاء البصري, Abū ʿAmr Zabbān ibn al-ʿAlāʾ al-Baṣrī), més conegut simplement com Abu-Amr al-Basrí (la Meca, 689 - Kufa, 771), fou un lector de l'Alcorà, considerat el fundador de l'escola gramatical de Bàssora. La seva figura va dominar l'activitat intel·lectual de Bàssora del seu temps i va ser l'embrió de la gran generació de savis que van forjar l'escola filològica i gramatical de la ciutat com al-Khalil ibn Àhmad al-Farahidí, al-Asmaí i Abu-Ubayda.
Va morir el 771 a Kufa.